# Emmentalbahn GmbH
Die Emmentalbahn GmbH (ETB) ist eine Infrastrukturbetreiberin im Emmental, die seit Herbst 2014 die Strecken von Sumiswald-Grünen nach Huttwil und nach Wasen im Emmental auf der Bahnstrecke Ramsei–Huttwil betreibt.

## Geschichte

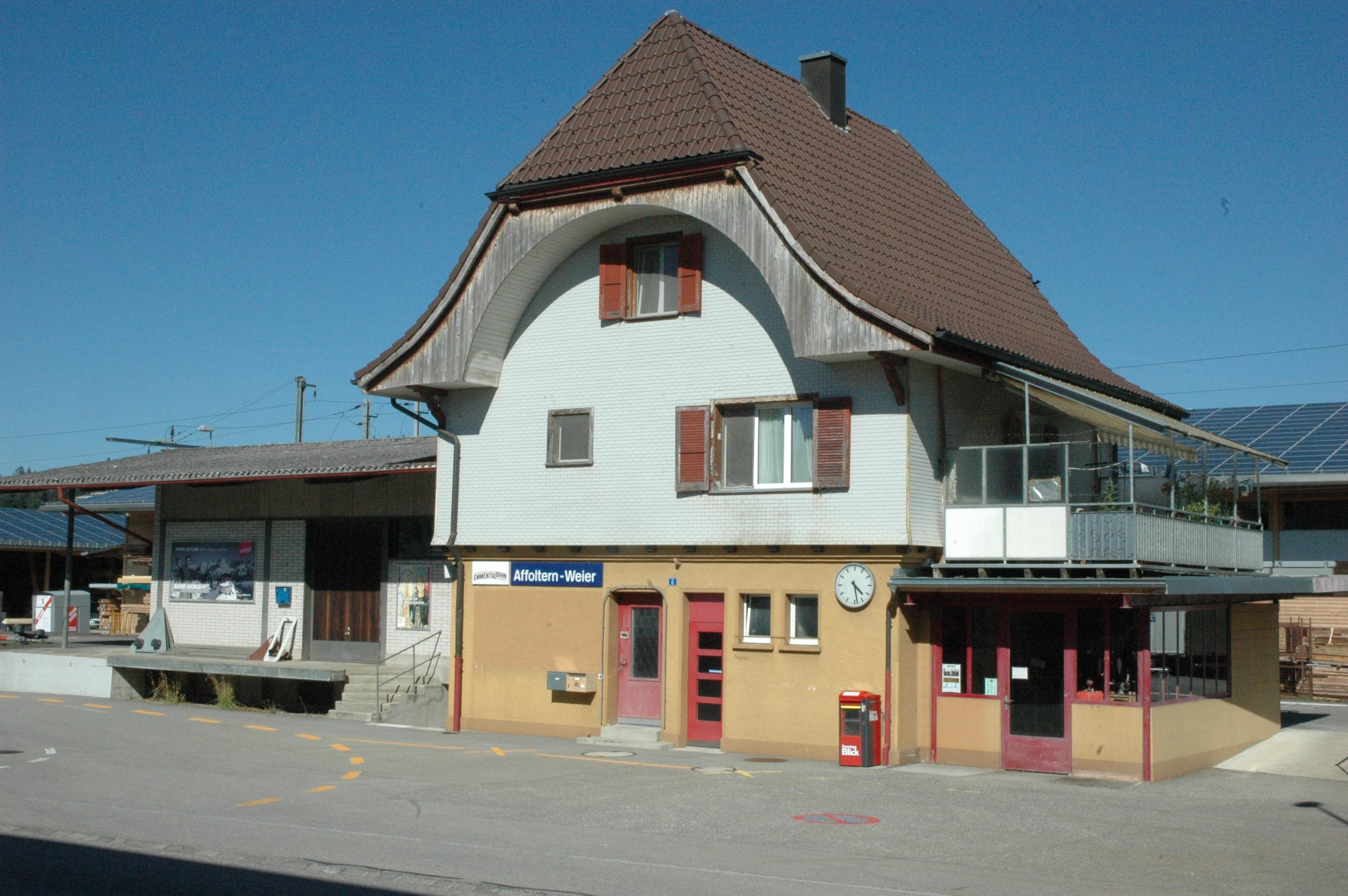
Bahnhof Affoltern-Weier
mit typischem Schopfwalmdach

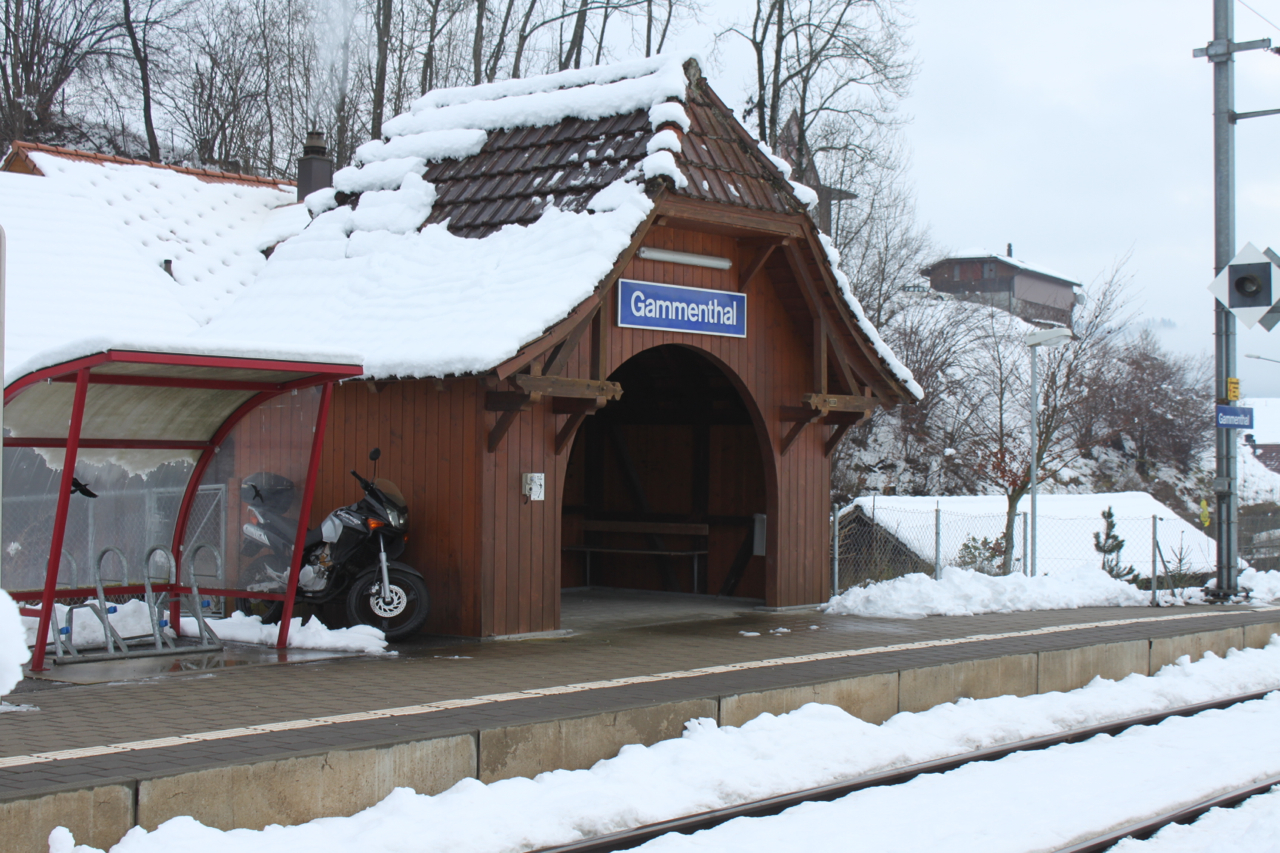
Haltestelle Gammenthal
(zwischen Sumiswald-Grünen
und Affoltern-Weier)

Das Unternehmen wurde am 29. November 2013 mit einem Stammkapital von 20'000 Franken gegründet und am 4. Dezember 2013 ins Handelsregister eingetragen. Die Gründung der Gesellschaft war notwendig, um auf den von der BLS stillgelegten Strecken wieder einen Betrieb mit touristischen Zügen aufnehmen zu können. Zu diesem Zweck wurden 2013 die beiden Streckenkonzessionen von der BLS Netz AG an die Emmentalbahn GmbH übertragen. 2014 gingen dann auch alle Bahnanlagen zwischen Sumiswald-Grünen (km 4,890) und Huttwil (km 18,475) sowie ab Sumiswald-Grünen (km 0,140) bis und mit Wasen in den Besitz der Emmentalbahn GmbH über. Dazu gehören auch die Bahnhöfe Affoltern-Weier, Häusernmoos, Dürrenroth und Wasen, welche einen den Bauernhöfen im Emmental nachempfundenen Baustil mit Schopfwalmdach aufweisen. Sogar die Haltestellen sind mit Holz-Häuschen in diesem speziellen Baustil ausgestattet.
Seit dem Herbst 2014 ist zumindest die Bahnstrecke zwischen Sumiswald und Huttwil wieder in Betrieb. Insbesondere die Genossenschaft Museumsbahn Emmental (ein Zweckverband der beiden Organisationen Verein Historische Eisenbahn Emmental und Verein Dampfbahn Bern) plant wieder regelmässige Fahrten.

## Infrastruktur
Die Emmentalbahn ist Infrastrukturbetreiberin folgender Bahnstrecken (Streckenklasse in Klammern):
- Sumiswald-Grünen ETB – Huttwil (D4)
- Sumiswald-Grünen ETB – Wasen i. E. (C3)

Letztere wird ausschliesslich als Rangierbewegung auf die Strecke befahren.
Das Netz der ETB ist mit 15-kV/16,7-Hz-Bahnstrom elektrifiziert. Die Systemführerschaft liegt bei den SBB.
Das Streckennetz der ETB grenzt in Sumiswald-Grünen und in Huttwil ans Normalspurnetz der BLS AG.
Bahnhöfe und Haltepunkte mit Bahnsteigen sind Huttwil Sportzentrum, Dürrenroth, Mussachen Häusernmoos, Affoltern-Weier, Griesbach Gammenthal, Sumiswald-Grünen ETB, Ei und Oberei Wasen i. E. Die Bahnsteighöhen und ‑längen variieren stark; max. 35 cm über SOK bzw. 110 m. Einzig in Affoltern-Weier hat einer der Bahnsteige eine Höhe von 55 cm über SOK.
Die Kapazitäten (Zugtrassen) werden durch die Schweizerische Trassenvergabestelle vergeben.